# Centre européen de la culture
Le Centre européen de la culture est une association qui a pour activité de promouvoir la culture, l'éducation et la citoyenneté européennes.

## Présentation
Le Centre européen de la culture (CEC) a été fondé à Genève le 7 octobre 1950 par Denis de Rougemont. Son siège se trouvait à l'origine dans la villa Moynier, au centre du parc homonyme situé au bord du lac Léman.

## Histoire
À la fin de la Seconde Guerre mondiale, de nombreux mouvements prônant une Union de l’Europe destinée à installer définitivement la paix sur le continent se mettent en place. Ils agissent le plus souvent en dehors des gouvernements, avec pour objectif de leur «forcer la main».
C’est dans cette mouvance qu’a lieu le Congrès de l’Europe, qui réunit à La Haye du 7 au 10 mai 1948 environ 800 délégués d’une vingtaine de pays, surtout d’Europe occidentale (étant donné le contexte de l’époque), sous la Présidence de Winston Churchill, ancien Premier Ministre britannique.
Le Congrès organise ses travaux en trois commissions: une commission politique, une commission économique, une commission culturelle. Le rapporteur de cette dernière est l’écrivain suisse Denis de Rougemont (1906-1985), réfugié aux États-Unis durant la guerre et déjà célèbre notamment pour son livre L’ Amour et l’Occident publié à Paris en 1939.
La résolution culturelle du Congrès, adoptée à l’unanimité en séance plénière le 10 mai 1948, prévoit notamment de travailler à la création d’un «centre européen de la culture».
Le Centre européen de la culture a notamment joué un rôle notable dans la création du CERN.
Affaibli durant les dernières années de présidence de Denis de Rougemont, le Centre échappe de peu à la disparition grâce aux efforts de son successeur Jacques Freymond, avant de connaître de nouvelles difficultés au début du XXIe siècle.

## Missions
Les trois principales missions de ce centre sont surtout axées sur le fédéralisme et l'Europe comme espace politique et économique :
- Être un lieu de rencontre
- Proposer des instruments de coordination
- Constituer un foyer d’études et d’initiatives